# Risbergets naturreservat
Risbergets naturreservat är ett naturreservat i Malung-Sälens kommun i Dalarnas län.
Området är naturskyddat sedan 2020 och är 72 hektar stort. Reservatet ligger på Storbrändan och Risbergets sydsluttning väster om Tossjön och består av grannaturskog med inslag av tall och björk.